# Рехман, Халилур
Халилур Рехман (англ. Khalilur Rehman) — государственный и военный деятель Пакистана. С 2005 по 2006 год занимал должность губернатора провинции Хайбер-Пахтунхва.

## Биография
Проходил службу в военно-морских силах Пакистана, ушёл в отставку в звании коммандера. В политической жизни страны стал участвовать при помощи своего друга Мира Афзала Хана, который занимал должность главного министра провинции Хайбер-Пахтунхва. Халилур Рехман вступил в партию Пакистанская мусульманская лига (К), стал членом Сената Пакистана, а затем занял должность заместителя председателя Сената. 15 марта 2005 года стал губернатором провинции Хайбер-Пахтунхва. На этой должности он столкнулся с целым рядом трудностей: местная политическая элита негативно восприняла назначение человека со стороны, а также с фактом восстания радикальных элементов в соседней с провинцией Хайбер-Пахтунхва Зоне Племён. 
24 мая 2006 года был снят с должности по решению президента страны Первеза Мушаррафа. Находясь на должности губернатора Халилур Рехман не смог справиться с ростом экстремизма в провинции, а также допустил ухудшение ситуации с безопасностью в соседнем Южном Вазиристане. Следующим губернатором Хайбер-Пахтунхвы был назначен Али Джан Оракзай.